# Пнін
«Пнін» — роман В. В. Набокова, написаний англійською мовою в США і виданий книгою в 1957 (раніше в журналі New Yorker).
Головний герой — професор російської мови та літератури Тимофій Павлович Пнін показаний з легкою іронією як російський інтелігент старої школи, намагається вписатися в американське академічне середовище. Фоном оповідання служить картина життя першої хвилі російської еміграції в Америці. У фіналі роману звільнений професор їде з міста, але з більш пізніх творів («Бліде полум'я») можна дізнатися, що він очолив кафедру славістики в іншому університеті.
Успіх англомовної книги Набокова «Лоліта» позначилася і на популярності «Пніна».